# 埃迪·齐格勒
埃迪·齐格勒（德語：Edi Ziegler，1930年2月25日—2020年3月19日），德国前男子自行车运动员。他曾代表德国参加1952年夏季奥林匹克运动会自行车比赛，获得男子公路赛铜牌。